# Санта-Китерия
Санта-Китерия (порт. Santa Quitéria) — муниципалитет в Бразилии, входит в штат Сеара. Составная часть мезорегиона Северо-запад штата Сеара. Входит в экономико-статистический микрорегион Санта-Китерия. Население составляет 43 781 человек на 2006 год. Занимает площадь 4 260,681 км². Плотность населения — 10,3 чел./км².

## История
Город основан 27 августа 1856 года.

## Статистика
- Валовой внутренний продукт на 2003 составляет 98 470 899,00 реалов (данные: Бразильский институт географии и статистики).
- Валовой внутренний продукт на душу населения на 2003 составляет 2282,80 реала (данные: Бразильский институт географии и статистики).
- Индекс развития человеческого потенциала на 2000 составляет 0,642 (данные: Программа развития ООН).

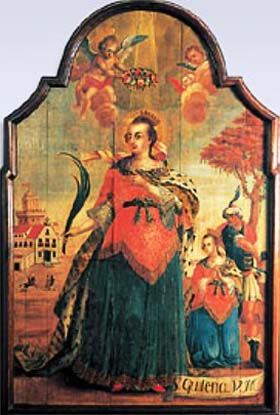